# Peliala zarabena
Peliala zarabena är en fjärilsart som beskrevs av William Schaus 1904. Peliala zarabena ingår i släktet Peliala och familjen nattflyn. Inga underarter finns listade i Catalogue of Life.